# Хабаровск I
Хаба́ровск-1 — внеклассная пассажирская железнодорожная станция Хабаровского региона Дальневосточной железной дороги, находящаяся в центре города Хабаровска Хабаровского края.

## История

### Станция
Станция Хабаровск впервые упоминается 5 февраля 1897 года (по старому стилю) в приказе начальника работ по сооружению Уссурийской железной дороги Ореста Вяземского, где перечисляются пущенные в эксплуатацию станции. Представляла она собой шесть путевых ниток, товарную контору и здание строящегося вокзала, который открылся в конце этого же года. А первые пассажиры, как писала тогда губернская газета «Приамурские ведомости», в ожидании своих поездов стояли под дождем. Первый поезд, состоявший из шести вагонов – служебного вагона, трёх пассажирских 1-го и 2-го классов, вагона-столовой и одного товарного, прибыл из Владивостока на станцию Хабаровск в семь часов утра 1 сентября 1897 года (по старому стилю). Временное движение на участке от Имана до Хабаровска было открыто 15 октября 1897 года (по старому стилю), постоянное до Владивостока — 1 ноября 1897 года (по старому стилю). Первый поезд проследовал путь в 772 километра за двое суток.
В 1937 году был разработан комплексный технический проект Хабаровского железнодорожного узла. Станции Хабаровск-1 в узле была определена роль формирования, совершающего смешанные операции (товарные и пассажирские), с примыканием веток с пристани и веток специального назначения. Со временем станция должна была стать специализированной пассажирской, а все товарные операции планировалось перенести на строящуюся станцию Хабаровск-2. При реконструкции Уссурийской дороги, строительстве вторых путей Карымская — Хабаровск и Хабаровск — Ворошилов, сама станция оставалась нереконструированной, из-за чего к 1940 году она являлась крайне узким местом на дороге. В годы войны на станции были удлинены пути, что позволило принимать и отправлять длинносоставные поезда.
В 1948 году на станции семафоры заменены на светофоры.
В 1966—1970 годах была произведена реконструкция четной горловины станции с устройством пересечения автодороги и железнодорожных путей в разных уровнях, построена дополнительная пассажирская платформа (четвёртая) и проложен подземный переход к ней.
В 1980 году станция была электрифицирована в рамках участка Хабаровск — Бира.

### Вокзал
Первый вокзал был заложен 6 октября 1896 года (по старому стилю). Газета «Приамурские ведомости» от 13 октября 1896 года уточняет: «Закладка здания станции Северо-Уссурийской железной дороги – Хабаровск состоялась 6 октября в 2 часа дня. В основание здания была заложена доска с надписью: «В благополучное царствование Государя императора Николая II,  при  Приамурском генерал-губернаторе генерал-лейтенанте С. М. Духовском, его помощнике генерал-лейтенанте Н. И. Гродекове, при строителе действительном статском советнике инженере О. П. Вяземском, заложено здание сие в лето 1896 года октября 6 дня».
Вокзал был построен к моменту пуска Уссурийской железной дороги в постоянную эксплуатацию 1 ноября 1897 года (по старому стилю). Представлял он собой типовое одноэтажное деревянное здание площадью 93 квадратных сажени (около 423 квадратных метров). 
22 декабря 1921 года он сгорел в результате панической эвакуации частей НРА из Хабаровска.

Новое одноэтажное каменное здание в неорусском стиле построили в ноябре 1926 года по проекту, разработанному ещё в 1910-х годах (первая очередь — основная часть); полностью вокзальный комплекс был закончен в 1935 году (западная часть). Возведение здания по дореволюционному проекту — исключительный случай в истории архитектуры советского периода. Помещение вокзала для обслуживания пассажиров было недостаточным. Здание было рассчитано на пребывание в сутки 700 пассажиров, при их количестве, достигавшем иногда 1500—2000. Подход к поездам осуществлялся непосредственно через пути, что при одновременной стоянке нескольких поездов создавало неудобства. Проект по реконструкции вокзала был отправлен в МПС в 1956 году, однако этот вопрос тогда решён не был.
В 1963 году начата реконструкция вокзала, законченная к 1966 году. Основное здание вокзала было снесено после серии взрывных работ, на его фундаменте было построено железобетонное двухэтажное здание в стиле функционализма, которое в 80 раз по площади превышало своего предшественника. Построен подземный пешеходный переход на пассажирские платформы, устроены автоматические камеры хранения.
В марте 2000 года начата кардинальная реконструкция, законченная в 2007 году — здание из двухэтажного было превращено в трехэтажное, усилены строительные конструкции, улучшен архитектурный облик, возведена крыша с мансардным этажом в стиле русского деревянного зодчества. В результате реконструкции здание приобрело новый архитектурный облик — в стиле русского модерна. Реконструкция вокзального комплекса обошлась более чем 670 миллионов рублей.
Современный вокзал способен пропустить в сутки до 10 тысяч человек, а за год почти 3 миллиона пассажиров.

## Современность
Хабаровск-1 по роду работы — внеклассная пассажирская станция с большим объёмом грузовой работы. Она включает в себя наряду с приемоотправочным парком для грузовых и пассажирских поездов, грузовой парк Хабаровск-Пристань, сортировочные пути. Здесь имеется 117 стрелочных переводов, 107 из которых включены в электрическую централизацию. Все пассажирские и главные приемоотправочные пути для грузовых поездов оборудованы всеми необходимыми устройствами для движения составов в четном и нечетном направлении.
На станции 5 пассажирских платформ — 2 боковых (первая и пятая) и 3 островных (вторая, третья, четвёртая); 7 пассажирских приёмоотправочных путей.
Здесь находятся здание поста электрической централизации, пункт технического осмотра вагонов, такие предприятия как вагонно-пассажирское депо, 5-я хабаровская дистанция пути, дистанции электроснабжения, сигнализации, связи и вычислительной техники, база «Вагон-ресторанов», Хабаровский МСЦ — обособленное структурное подразделение филиала ФГУП «Почта России».

## Привокзальная площадь
Привокзальная площадь с 17 июня 2008 года носящая имя Е. П. Хабарова, занимает часть Амурского бульвара между улицами Ленинградской и переулком Ленинградским. На площади располагаются фонтаны и Памятник Е. П. Хабарову

## Достопримечательности

### Часы
Башню главного корпуса вокзала украшают электронные часы, которыми управляет встроенный в часовую стацию GPS-приёмник, получающий со спутника сигналы точного времени, для автоматической коррекции показаний внутренней шкалы времени в соответствии с гринвичским эталоном. Такие же часы установлены со стороны пассажирской платформы, но звучат только куранты со стороны привокзальной площади.

### Памятник Е. П. Хабарову
На привокзальной площади установлен памятник землепроходцу Е. П. Хабарову, в честь которого назван город.
Памятник работы скульптора А. П. Мильчина был открыт 29 мая 1958 года, за 2 дня до столетия города. Решение о его создании было принято за пять лет до этого — в 1953 году Хабаровским горисполкомом.
Над скульптурой Ерофея Павловича Хабарова Абрам Пейсахович Мильчин начал работать ещё в начале 1950-х годов. Скульптура небольшой высоты была им выполнена как творческая работа и экспонировалась на Всесоюзной художественной выставке. Когда встал вопрос о создании монумента Хабарову, решено было за основу памятника принять вылепленную Мильчиным скульптуру. Работа над выполнением статуи продолжалась до февраля 1958 года, когда приступили к отливке гипсовых форм отдельных её частей. Все работы по формовке были закончены в середине марта, и готовые формы отправили на завод художественного литья в подмосковный город Мытищи.
Пока шло изготовление бронзовой статуи, была начата отливка из бетона с гранитной крошкой постамента. Эта трудоёмкая и кропотливая работа выполнялась также по готовым гипсовым формам. 27 мая, за 2 дня до открытия памятника, отлитая в бронзе фигура Хабарова была доставлена в специальном вагоне и сразу же установлена на постамент. 29 мая в торжественной праздничной обстановке памятник землепроходцу Ерофею Павловичу Хабарову был открыт.
О портретном сходстве с Хабаровым не может быть и речи, ибо не только каких-либо изображений, но и описания внешности Ерофея Павловича в архивных документах не имеется. Хабаров изображён поднявшимся на скалу и всматривающимся в амурские дали. В его левой руке зажат свиток с записями, а правая рука поддерживает полу соскользнувшей с плеча шубы. На лицевой стороне постамента высечена надпись: «Ерофею Павловичу Хабарову», а чуть ниже слова: «В день 100-летия города Хабаровска. 1858—1958». Высота скульптурной фигуры составляет 4,5 метра, а общая высота с постаментом — 11,5 метров.
При реконструкции привокзальной площади в 2008 году, был реконструирован и памятник. Тогда же на памятнике увековечено имя его скульптора.

### Памятная табличка
С восточной стороны вокзала со стороны путей на здании размещена мемориальная доска морякам Амурской военной флотилии.
Доблестным защитникам города 
5 апреля 1920 года при защите железнодорожного вокзала от японских интервентов пали смертью храбрых моряки Амурской флотилии под командованием Николая Хорошева

### Паровоз и самолёт
На пересечении улиц Ленинградской, Станционной и Серышева установлен паровоз 9П, превращенный в кухню ресторана, и самолет АН-2.

### Обелиск
С восточной стороны вокзала установлен обелиск в память участия войск при постройке Уссурийской железной дороги.
В 1900 году Приамурский генерал-губернатор Н. И. Гродеков обратился к Николаю II с ходатайством о возведении в Хабаровске и Никольском монумента в память об участии войск в постройке Уссурийской железной дороги (в течение 1891-1896 годов на сооружение дороги было командированно 17 720 солдат).
29 мая 1900 года в Хабаровске на пристанционной площади, в круглом саду, торжественно был открыт обелиск. Он был установлен на бутовом фундаменте, представляющем собой куб с четырьмя аршинными ребрами. Обелиск украшали двуглавый орёл и медная доска с надписью:
Повелением императора Александра III Уссурийская железная дорога начата постройкой 19 мая 1891 года. 31 августа 1897 года, в царствование императора Николая II, её постройка закончена. Войска Приамурского военного округа, будучи призваны к сооружению этого пути, значительную часть его выполнили своим трудом. Да свидетельствует этот памятник, что войны уссурийские, стоящие грозным оплотом на отдалённом участке империи, умеют служить Отечеству как оружием, так лопатой и топором. 

Слава русскому солдату!
После установления советской власти, орёл был сбит, а постамент простоял до постройки каменного вокзала. В 2006 году памятник был восстановлен и установлен на выходе с первой пассажирской платформы с восточной стороны вокзала.

## Пригородное сообщение по станции
| № поезда    | Маршрут движения       | № поезда    | Маршрут движения       |
| ----------- | ---------------------- | ----------- | ---------------------- |
| Пригородный | Вяземская — Хабаровск  | Пригородный | Хабаровск — Вяземская  |
| Пригородный | Кругликово — Хабаровск | Пригородный | Хабаровск — Кругликово |
| Пригородный | Хабаровск — Биробиджан | Пригородный | Биробиджан — Хабаровск |
| Экспресс    | Хабаровск — Биробиджан | Экспресс    | Биробиджан — Хабаровск |
| Пригородный | Хабаровск — Волочаевка | Пригородный | Волочаевка — Хабаровск |
| Пригородный | Хабаровск — Николаевка | Пригородный | Николаевка — Хабаровск |
| Пригородный | Хабаровск — Облучье    | Пригородный | Облучье — Хабаровск    |
| Пригородный | Хор — Хабаровск        | Пригородный | Хабаровск — Хор        |

## Дальнее следование по станции
По графику 2025 года через станцию проходят следующие поезда:

### Круглогодичное движение поездов
| № поезда                       | Маршрут движения                 | № поезда                       | Маршрут движения                 |
| ------------------------------ | -------------------------------- | ------------------------------ | -------------------------------- |
| 1 "Россия"                     | Владивосток — Москва             | 2 "Россия"                     | Москва — Владивосток             |
| 5 "Океан"                      | Владивосток — Хабаровск          | 6 "Океан"                      | Хабаровск — Владивосток          |
| 7 (отменен с 11 декабря 2023)  | Владивосток — Новосибирск        | 8 (отменен с 11 декабря 2023)  | Новосибирск — Владивосток        |
| 11 (отменен с 11 декабря 2023) | Владивосток — Самара             | 12 (отменен с 11 декабря 2023) | Самара — Владивосток             |
| 35                             | Хабаровск — Благовещенск         | 36                             | Благовещенск — Хабаровск         |
| 9                              | Владивосток — Москва             | 10                             | Москва — Владивосток             |
| 213                            | Тихоокеанская — Хабаровск        | 214                            | Хабаровск — Тихоокеанская        |
| 207 (отменен)                  | Владивосток — Новокузнецк        | 208 (отменен)                  | Новокузнецк — Владивосток        |
| 325                            | Хабаровск — Нерюнгри             | 326                            | Нерюнгри — Хабаровск             |
| 351                            | Владивосток — Советская Гавань   | 352                            | Советская Гавань — Владивосток   |
| 403                            | Хабаровск — Чегдомын             | 404                            | Чегдомын — Хабаровск             |
| 627 "Юность"                   | Хабаровск — Комсомольск-на-Амуре | 628 "Юность"                   | Комсомольск-на-Амуре — Хабаровск |

| № поезда | Маршрут движения           | № поезда | Маршрут движения           |
| -------- | -------------------------- | -------- | -------------------------- |
| 27       | Владивосток — Благовещенск | 28       | Благовещенск — Владивосток |

## Поезда
Из Хабаровска курсируют круглогодичные фирменные поезда:
- «Океан» до Владивостока
- «З5/36» до Благовещенска
- «Юность» до Комсомольска-на-Амуре
- «Россия» до Москвы.

## Транспортное сообщение
Автобусы №1с (Ж/Д Вокзал - Серышева - Ж/Д Вокзал), 1л (Ж/Д Вокзал - Ленина - Ж/Д Вокзал), 6 (Ж/Д Вокзал - Связная улица), 7 (Ж/Д Вокзал - Березовка), 13 (ДК Профсоюзов - Весовая Овощесовхоза), 24 (Индустриальный посёлок - Ж/Д Вокзал - Автовокзал - Индустриальный посёлок), 26 (ДК Профсоюзов - Тополево), 28 (ДК Профсоюзов - Дачи малого аэропорта) сезонный, с 01.06 по 31.10, 29 (Улица Калараша - Ж/Д Вокзал - Речной вокзал - Улица Калараша), 34 (Комбинат рыбной гастрономии - Автовокзал), 35 (Магазин №39 - Автовокзал - Ж/Д Вокзал - Аэропорт), 103 (Николаевка - Ж/Д Вокзал Хабаровск), 115а (Фёдоровка - Ж/Д Вокзал Хабаровск), 151 (Приамурская - Ж/Д Вокзал Хабаровск), 152 (Село им. Тельмана - Ж/Д Вокзал Хабаровск), 153 (Владимировка - Ж/Д Вокзал Хабаровск), 154 (Даниловка - Ж/Д Вокзал Хабаровск). 
Маршрутное такси №22 (ДК Профсоюзов - Шмаковская улица), 52 (Волочаевский городок - Госбанк - Ж/Д Вокзал - Волочаевский городок), 54 (Автовокзал - Ж/Д Вокзал - СНТ Черёмушки), 61к (Ж/Д Вокзал - Карла-Маркса), 61с (Ж/Д Вокзал - Серышева), 70 (ДК Профсоюзов - Волочаевский городок), 89 (Автовокзал - Ж/Д Вокзал - Химфармзавод). 
Трамваи №1 (Химфармзавод - Депо №1 - Ж/Д Вокзал), 2 (Рубироидный завод - Депо №1 - Ж/Д Вокзал) и 5 (Ж/Д Вокзал - Посёлок Кирова)